# Kärlek & politik
Kärlek & politik är ett album från 2004 med Mikael Wiehe.

## Låtlista
1. Kärleken vet (Text & musik: J. Lennon, Grow Old with Me. Sv. text: M. Wiehe)
2. Livet
3. Tango
4. Pojken och äventyret
5. Jag drömde dej
6. 55
7. Den blåa röken
8. Du finns kvar
9. Jag har tänkt på dej (Text & musik: B. Dylan, Mama, You Been on My Mind. Sv. text: M. Wiehe)
10. Gbg, Gbg
11. Är det mej du är rädd för?
12. Stockholm den 15 februari 2003

## Listplaceringar
| Lista (2004) | Topplacering |
| ------------ | ------------ |
| Sverige      | 8            |

### Fotnoter
1. ↑  ”Hitparad”. http://swedishcharts.com/showitem.asp?interpret=Mikael+Wiehe&titel=K%E4rlek+%26+politik&cat=a. Läst 13 december 2011.